# Установка підготовки газу Алібекмола
Установка підготовки газу Алібекмола – складова облаштування групи родовищ, виявлених на півдні Казахстану.
У 2000-х роках почалась розробка нафтового родовища Алібекмола. Оскільки при цьому отримують значні обсяги попутного газу, а 2012-му запустили установку його підготовки, що здатна приймати 420 млн м3 на рік та видавати 320 млн м3 товарного газу, 6 тисяч тон газового бензину, 57 тисяч тон пропан-бутанової фракції, а також 10 тисяч тон сірки. 
В подальшому до установки подали додатковий ресурс з родовищ Кожасай (надходить по трубопроводу Кожасай – Алібекмола) та Східний Жагабулак (перемичка довжиною 9 км). Станом на початок 2014-го залишкові видобувні запаси газу родовища Алібекмола та Кожасай оцінювались у 7,2 млрд м3 та 5 млрд м3 відповідно.
Видача товарного газу відбувається по відбувається по перемичці до трубопроводу Жанажол – КС-13.
Можливо відзначити, що проектом розробки Алібекмола опікується компанія «Казахойл Актобе», що первісно належала казахській «КазМунайГаз» (50%), російській «Лукойл» та індійській «Mittal Investments» (по 25%). В подальшому частки іноземних інвесторів викупила китайська Sinopec.